# Балюз, Жан-Казимир
Жан-Казимир Балюз, Ян Казимеж Балюс (англ. Jean Casimir Baluze, англ. Jan Kazimierz Baluze; 4 августа 1648, Варшава — 26 апреля 1718, Варшава) — французский дипломат польского происхождения. Был первым послом Франции в России в 1702—1713 годах.
Родился в Варшаве в семье француза — придворного королевы Людовики Марии Гонзага. Отец Яна Казимежа поступил на службу во французское министерство иностранных дел и до 1680 года был дипломатическим агентом и корреспондентом Версаля в Польше. Его сын стал крестником польского короля Яна II Казимира Ваза.
После восшествия на престол короля Яна III Собеского, не получив ожидаемых почестей, обиженный Ян Казимеж уехал в 1680 году на родину отца во Францию, где был натурализован. В 1684 году он вернулся в Варшаву в свите маркиза Франсуа-Гастоном де Бетюна — зятя королевы Марии Казимиры.
С 1702 назначен дипломатом и агентом французского правительства в Польше.
В конце 1703 года отправлен королем Людовиком XIV в Москву по торговым переговорам и посредничеству между шведским королем Карлом XII и царем Петром I. Миссия оказалась неудачной. В конце 1704 Балюз вернулся в Варшаву, где работал секретарем французского посольства. В 1710—1711 годах ездил в Москву по делу налаживания французского посредничества между Швецией и Россией. Петр I снова ответил отказом. В мае 1711 Балюз покинул Россию и уехал во Львов, оттуда в 1713 году вернулся в Варшаву. Умер в Варшаве.
С подачи Илька Борщака и Теодора Мацькова в украинской историографии распространилось мнение о посещении Балюзом в 1704 г. Батурина и его встрече с гетманом Мазепой. Борщак опубликовал письмо Балюза, в котором приводились данные о внешности, личных качествах Мазепы, уровне его образованности, полномочиях, авторитете в Войске Запорожском, а также о его ориентации во внешнеполитических делах. Однако Вадим Ададуров доказывает, что Балюз не встречался с Мазепой, а письмо является фабрикацией Борщака.